# Philonotion bolivaranum
Philonotion bolivaranum là một loài thực vật có hoa trong họ Ráy (Araceae). Loài này được (G.S. Bunting & Steyerm.) S.Y. Wong & P.C. Boyce mô tả khoa học đầu tiên năm 2010.